# António de Serpa Pimentel
António de Serpa Pimentel (1825, Coimbra - 1900, Lisbonne) est un homme d'État, Premier ministre du Portugal du 14 janvier au 11 octobre 1890. 

## Biographie
Il est nommé en réaction à l'ultimatum britannique concernant la politique coloniale portugaise en Afrique du sud-est. La signature du « Traité de Londres » plus tard dans cette même année 1890, qui est conçu comme une étape pour résoudre la crise, est considéré comme l'apaisement d'un Royaume-Uni plus puissant. Cela conduit à sa démission et la chute de son gouvernement.
Quelques années auparavant, il est l'un des deux représentants du royaume du Portugal à la conférence de Berlin.